# 舒爾茨裸臀鯙
舒爾茨裸臀鯙，又稱輻鰭魚綱鰻鱺目鯙亞目鯙科的其中一種，分布於西太平洋區，包括加羅林群島、新喀里多尼亞、所羅門群島等海域，棲息深度8-14公尺，體長可達15.9公分，棲息在珊瑚礁及岩石海域，為底棲性魚類，屬肉食性，生活習性不明。

## 擴展閱讀
維基物種上的相關：舒爾茨裸臀鯙